# Kanjon Antilopa
Kanjon Antilopa pripada grupi tzv. „slot”, prorez kanjona u Jugozapadnoj Americi. Nalazi se na teritoriji rezervata Navaho (Navajo) indijanaca, istočno od grada Page u Arizoni.
Kanjon Antilopa se sastoji od dva odvojena slikovita dela sa nazivima  „Gornji kanjon”  ili „Pukotina” i „Donji kanjon”, „The Corkscrew”.
Na navaho jeziku ime gornjeg kanjona je Tsé bighánílíní, što znači „mesto gde voda prolazi kroz stene”, i donji kanjon  „spiralni kameni lukovi”, navaho: „Hazdistazí”.  Oba su pod lokalnom upravom Navaho naroda.

## Geologija
Kanjon Antilopa je nastao erozijom Navaho peščare i uticajem reka i potoka, prvenstveno delovanjem, vodenih bujica kroz krečnjačko i peskovito zemljište, naročito za vreme monsunskih perioda. Bujice vode dodatno produbljuju uske kanale kanjona, a stene postaju manje oštre, ocrtavajući nove karakteristične oblike u stenama.
Poplave se s vremena na vreme dešavaju i danas. Zbog poplave koja se dogodila 30. oktobra 2006, i koja je trajala 36 sati lokalne vlasti su zatvorile Donji kanjon na 5 meseci.

## Turizam i fotografije
Kanjon Antilopa je najfotografisaniji kanjon Arizone. Ova lokacija je izuzetno popularna i među fotografima i posetiocima iz svih krajeva sveta, pa je samim tim i veliki izvor prihoda za Navaho narod. Turisticke agencije imaju dozvolu da ponude turisticke ture od 1987, ali su te ture postale dostupne od 1997 kada je Navaho pleme odlucilo da kanjon pretvori u Navaho park Unutar kanjona je teško napraviti fotografiju, zbog velikog dinamičkog opsega odbijanja svetlosti sa zidova kanjona..

### Gornji kanjon Antilopa
Gornji kanjon je nazvan „mesto gde voda prolazi kroz stene” .
Ovo geološko čudo staro je 190 miliona godina. Fascinantne vodene terase napravljene su od travertine (prirodni kamen rupičaste strukture). Turisti ga najčešće posećuju iz dva razloga, prvo njegov ulaz i celokupna dužina su na površini Zemlje a drugi je što su zraci sunčeve svetlosti u kanjonu. Gornji kanjon je mnogo posećeniji zbog pristupačnosti jer ne zahteva planinarske veštine.

### Donji kanjon Antilopa
Donji kanjon je lociran nekoliko milja dalje. Manje je posećen u odnosu na Gornji kanjon jer je nepristupačan i manje živopisan.

### Opasnost od naglih poplava
Kanjon Antilopa je moguće posetiti uz pratnju turističkih vodiča iz plemena Navaho. Monsunske kiše mogu brzo da izazovu poplavu. Poplave u kanjonu izazivaju i kise koje padaju i nekoliko milja daleko od kanjona. 12 avgusta poplava je odnela zivote 11 turista, tog dana je mala kisa izazvala poplavu zbog toga sto je oluja sa obilnim padavinama zahvatila delove nekoliko milja udaljene od kanjona.
Iako je sistem upozorenja od poplava napredovao još uvek postoji rizik od poplava. 30. Jula 2010. nekoliko turista je bilo nasukano na stene posle poplave na gornjem kanjonu Antilopa. Neki od njih su morali da čekaju da se voda povuče kako bi se spasili.

## Spoljašnje veze
- Antelope Canyon Tours and information
- Antelope Canyon — Flash Flood
- Slot Canyons of the American Southwest — Antelope Canyon
- — Antelope Canyon Navajo Tours In Arizona Архивирано на веб-сајту  (6. јул 2016)